# Burg Westerhof
Die Burg Westerhof ist eine Burganlage in Westerhof, einem Ortsteil der Einheitsgemeinde Kalefeld im Landkreis Northeim im südlichen Niedersachsen.

## Geschichte

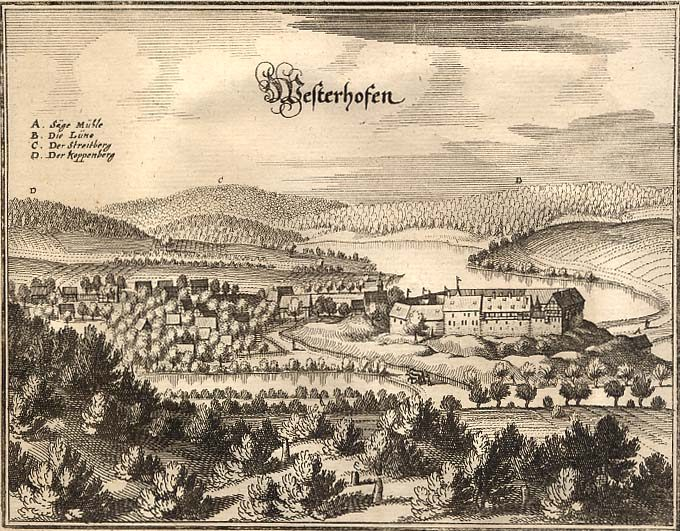
Dorf Westerhof und Burg (rechts) in einem Merian-Kupferstich um 1654

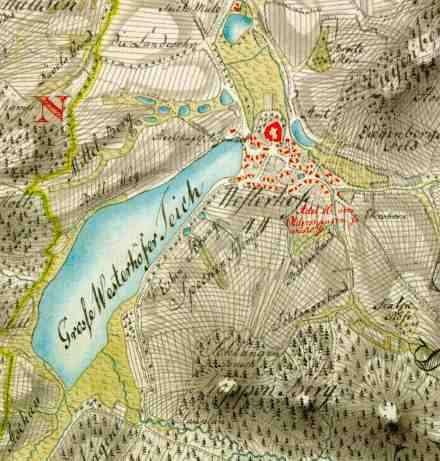
Westerhof mit Teich (historische Karte von 1784)

### Erste Erwähnungen Westerhof
Die erste Erwähnung des Namens Westerhof stammt vom 26. März 1190, als Conradus de Westerhoue 4 Hufen Land und 10 bebaute Hofstellen in Elze an das Kloster Lamspringe verkaufte. Als Gegenleistung wurde Conrads Tochter Richiza in den Konvent des Klosters aufgenommen.
Im Jahre 1255 bestätigen Siegel des Henrici de Westerhoue – Heinrich von Westerhof und Hermann von Oldershausen in einer Urkunde, dass der Propst Berthold des Klosters St. Jakobi in Osterode am Harz die Ansprüche des Lippold Hoye und seiner Neffen an 23 Morgen Land in Eisdorf, die Herr Ambrosius für das Kloster erworben hatte, abgelöst hat. An der Urkunde hängt an einem Pergamentstreifen das o.a. Siegel des Henrici de Westerhoue. Das Siegel ist schildförmig, ca. 60 × 50 mm. Es zeigt in einem ungeteilten Schild einen unter zwei byzantinischen Rosen nach links schreitenden Löwen.

### Erste Erwähnung und Geschichte der Burg
1294 erfolgte die erste urkundliche Erwähnung der Burg Westerhof als "Castrum Westerhoue". Die Brüder Daniel und Heinrich, Söhne des Ritters Daniel von Westerhof, verkauften der Kirche St. Marien vor Einbeck einen Hof und drei Hufen Land in Sebexen, sowie eine Hufe Land in Lovesbecke an die erzbischöfliche Kirche von Mainz.
Vom 10./17. Juni 1296 stammt die erste urkundliche Erwähnung von Ludenhagen. Ritter Arnold von Westerhof verkaufte zwei Höfe und 2½ Hufen Land in Ludenhagen gelegen an das Kloster Wiebrechtshausen.
Am 14. Mai 1302 verkauften die von Oldershausen ihren Teil an Grafschaft und Burg Westerhof mit umfangreichen Hoheitsrechten, sowie den Gerichtsstuhl in Kalefeld, für 1020 Mark an den Bischof von Hildesheim, Siegfried II. von Querfurt. Der von König Albrecht von Sachsen bestellte Landfriedensrichter, Markgraf Otto von Brandenburg, stimmte dem Verkauf zu.
1310 war Albert Ordenberg bischöflicher Vogt auf Westerhof. Ihm zur Seite stand Engelbert von Freden als Burgmann. Am 6. März 1323 war Westerhof vollständig im Besitz des Hochstiftes Hildesheim. Die Herzöge Ernst, Wilhelm und Johann von Grubenhagen verkauften ihren Teil der Burg und Grafschaft Westerhof an den Bischof Otto von Hildesheim. Pfandinhaber zu diesem Zeitpunkt war Heinrich von Steinberg, der die Pfandschaft für 200 Mark erworben hatte. Die Herzöge behielten sich das Rückkaufsrecht vor.
Am 8. Juni 1328 ist Borchard von Westerhof Burgmann auf Westerhof. Die erste urkundliche Erwähnung aus Bossekenhusen stammt vom 18. Februar 1331. Heinrich von Westerhof verpfändete zwei Hufen Land in Bossekenhusen an zwei Einbecker Bürger.
Am 3. Juni 1341 verpfändete Bischof Heinrich von Hildesheim den Herren von Gowisch die Burg Westerhof für 800 Mark auf drei Jahre. Von 1366 bis 1369 ist Dietrich von Gittelde als Inhaber von Burg und Amt Westerhof bezeugt. Vom 7. März 1389 stammt die erste Erwähnung des großen Teiches vor Westerhof. Der Fuldaer Fürstabt Friedrich I. von Romrod belehnte den Ritter Heiso von Gladebeck und den Knappen Hans von Boventen mit den Gütern des verstorbenen Egbert von Westerhof, als da sind das Dorf Willershausen samt Zubehör und dem Kirchenlehn, 1 ½ Hufen und 6 Morgen Land vor Northeim mit allen Rechten, 3 Hufen Land mit Zubehör in Grone und einem halben Teich vor Westerhof.

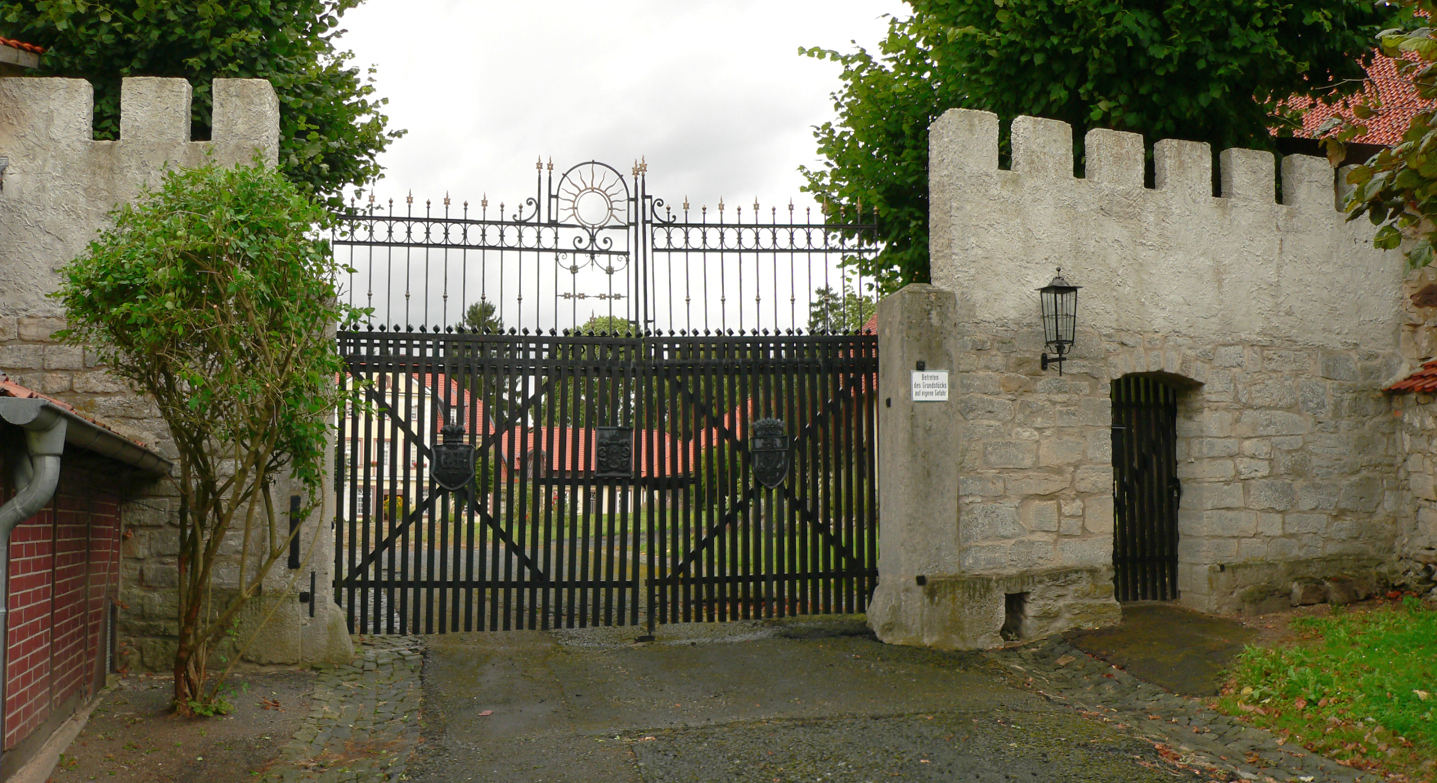
Eingang der Burg Westerhof

Die Herren von Steinberg waren von 1392 bis 1383 Pfandinhaber der Burg Westerhof. Am 17. September 1400 hatten die Herren von Rössing auf der Burg Westerhof einen Pfandanteil in Höhe von 200 Mark. Heinrich von Schwicheldt ist für die Zeit von 1398 bis 1415 auf der Burg Westerhof mehrfach als Pfandinhaber und Gerichtsherr bezeugt. Am 24. April 1427 erwarben die Herren von Wallmoden für 300 Mark die Hälfte der Burg Westerhof. Heinrich von Gittelde erwarb am 24. Februar 1430 für 450 Gulden 1/4 der Burg Westerhof.
Die Witwe Hermann von Medenheims erwarb am 13. Juli 1433 für 100 Mark Nutzungsrechte an einem Viertel der Burg Westerhof, das die von Oldershausen besaßen. Die Herren von Hardenberg besaßen 1/4 der Burg Westerhof, das sie am 20. Februar 1480 für 700 rheinische Gulden an die von Oldershausen verkauften. 1519 begann die Hildesheimer Stiftsfehde, die bis 1523 andauerte. Als 1519 die Hildesheimer Stiftsfehde begann, hatten die Herren von Oldershausen die gesamte Burg Westerhof für 11.000 Goldgulden in Pfandbesitz. Als Resultat der Fehde wurde die Burg mit allen Rechten 1523 den Welfen überschrieben. Sie gehörte fortan zum Herzogtum Braunschweig-Lüneburg und wurde durch einen Amtmann verwaltet. Das Herrenhaus ist im 16. Jahrhundert abgebrannt und wurde anschließend wiederaufgebaut. Bis 1859 war die Burg Sitz des Amtmannes im Alten Amts Westerhof. Dieses ist 1859 im Amt Osterode aufgegangen.